# Štefanovce, Prešov
Štefanovce este o comună slovacă, aflată în districtul Prešov din regiunea Prešov. Localitatea se află la altitudinea de 580 m deasupra n.m., se întinde pe o suprafață de 5,25 km2 și în 2017 număra 211 locuitori.

## Istoric
Localitatea Štefanovce este atestată documentar din 1331.

## Demografie
| An:                | 1994 | 2004    | 2014   | 2024   |
| ------------------ | ---- | ------- | ------ | ------ |
| Număr de persoane: | 194  | 224     | 210    | 207    |
| Diferență:         |      | +15,46% | −6,25% | −1,42% |

| An:                | 2023 | 2024  |
| ------------------ | ---- | ----- |
| Număr de persoane: | 200  | 207   |
| Diferență:         |      | +3,5% |